# 후안페르난데스판

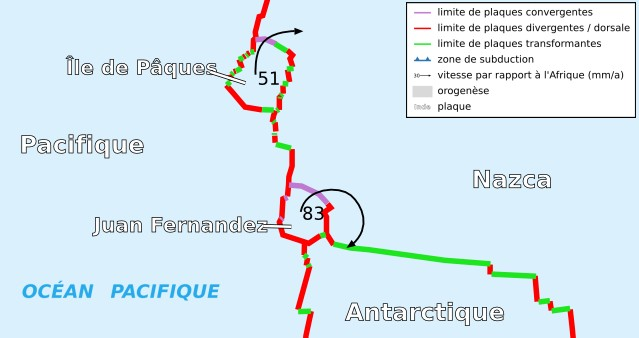
후안페르난데스 판 ("Juan Fernandez, 프랑스어

후안페르난데스 판은 나스카 판, 남극 판, 태평양 판이 만나는 지점의 판이다. 시계방향으로 움직이고 있다. 판의 이름은 나스카 판에 속한 후안페르난데스 제도에서 따왔다.

## 참고
- Bird, P. (2003) An updated digital model of plate boundaries, Geochemistry Geophysics Geosystems, 4(3), 1027, doi:10.1029/2001GC000252.